# غوستاف بيتر بوكي
غوستاف بيتر بوكي (بالألمانية: Gustav Peter Bucky) (و. 1880 – 1963 م) هو فيزيائي، وإشعاعاتي ‏ من ألمانيا . ولد في لايبزيغ.
توفي في نيويورك ، عن عمر يناهز 83 عاماً.